# Can Rocosa (Sant Iscle de Vallalta)
Can Rocosa és una masia de Sant Iscle de Vallalta (Maresme) protegida com a Bé Cultural d'Interès Local.

## Descripció
Masia situada als peus del Montnegre, al nord del terme municipal de Sant Iscle de Vallalta i a prop d'altres masies com Can Josep Gravat o Can Feliçó, entre el Canal de la Feixa i el Torrent de la Roureda. Totalment restaurada, aquesta casa pairal és de planta rectangular amb la coberta a dues vessants i dues plantes. Segurament es va ampliar la planta original al costat oest: tot conservant la mateixa estructura rectangular, es va allargar un vessant de la coberta. A la planta baixa trobem la porta principal al centre amb la llinda formada per carreus de pedra. Altres finestres presenten les mateixes característiques amb els carreus també de pedra. Les obertures estan col·locades de manera asimètrica, presentant més obertures a la part oest de la façana i a la planta baixa.